# Supertec
Supertec, al cărei proprietar a fost Flavio Briatore, a fost un furnizor de motoare pentru diverse echipe de Formula 1 în 1999 și 2000, motorul fiind bazat pe propulsorul construit de Mecachrome în 1998, dar care a fost modificat după cerințele regulamentare.